# 懷塔布
懷塔布（穆麟德轉寫：Hūwaitabu；？—1900年），字紹先，葉赫那拉氏，滿洲正藍旗人。大學士瑞麟子。
由廕生授刑部主事，晉員外郎。以父卹典擢四品京堂，累遷禮部尚書，充內務府大臣。光緒二十四年（1898年），禮部主事王照上書言事，被懷塔布阻攔，久不肯代奏。七月，以抑格言路，首違詔旨，奪禮部尚書懷塔布、許應騤，侍郎堃岫、徐會灃、溥頲、曾廣漢等職。未幾戊戌變法失敗，慈禧太后訓政，起授左都御史，復充內務府大臣。光緒二十六年（1900年）八月，授理藩院尚書、鑲紅旗滿洲都統，管理圓明園八旗、包衣三旗官兵事務，並鳥鎗營事務。九月，兼署禮部尚書。十一月，卒，贈太子少保，諡恪勤。